# 高安伊可麻呂
高安 伊可麻呂（たかやす の いかまろ）は、奈良時代の人物。名は伊賀麻呂とも表記される。姓は忌寸。官位は法王宮少進・外従五位下。

## 出自
高安の氏の名は河内国高安郡（大阪府中河内郡一帯）の地名に基づくもので、高安忌寸氏は『新撰姓氏録』「河内国未定雑姓」によると、阿智王の後裔とあり、東漢氏系列であると思われ、平安時代中期に内蔵朝臣の氏姓を賜った高安連は末裔であろうと推定される。

## 経歴
称徳朝の神護景雲3年（769年）10月、天皇の河内国由義宮行幸に際し、河内三立麻呂・六人部広道らとともに正六位上から外従五位下に叙せられており、同時に河内国少進に任ぜられている。翌年、天皇が崩じ、以降の経歴は記録には見えず、上述のほかの2名とは異なり、光仁朝での処遇は不明である。

## 官歴
『続日本紀』による。
- 時期不詳：正六位上
- 神護景雲3年（769年） 10月30日：外従五位下・河内国少進

## 関連事項
- 河内職